# 亞歷山大·科別茨
亞歷山大·尤里耶維奇·科別茨（俄语：Александр Юрьевич Кобец；1959年9月27日—），是亲俄合作者、商人和前情報官員。俄罗斯占领赫尔松州之后，他于2022年4月26日被俄罗斯任命为赫尔松市長。    
科別茨出生於烏克蘭赫尔松，曾擔任克格勃官員，1991年蘇聯解體後開始效命於烏克蘭國家安全局（SBU）。科別茨在1990年代主要監督赫爾松煉油廠的運作。2000年代初期，科別茨被調到往SBU的總部，2010年退休。退休後，科別茨和他的妻子一起創辦了一家從事貨物合約調解、果汁生產、礦泉水、汽水的公司。在2022年俄羅斯入侵烏克蘭之前，科別茨住在基輔。
4月26日，在俄占赫尔松期間，科別茨被俄國軍方任命為赫爾松市長。 他的任期在當地民眾的抗議下開始。 